# Emma Baron
Emma Baron, pseudonimo di Emma Bardon (Treviso, 19 ottobre 1904 – Roma, 7 marzo 1986), è stata un'attrice italiana.

## Biografia

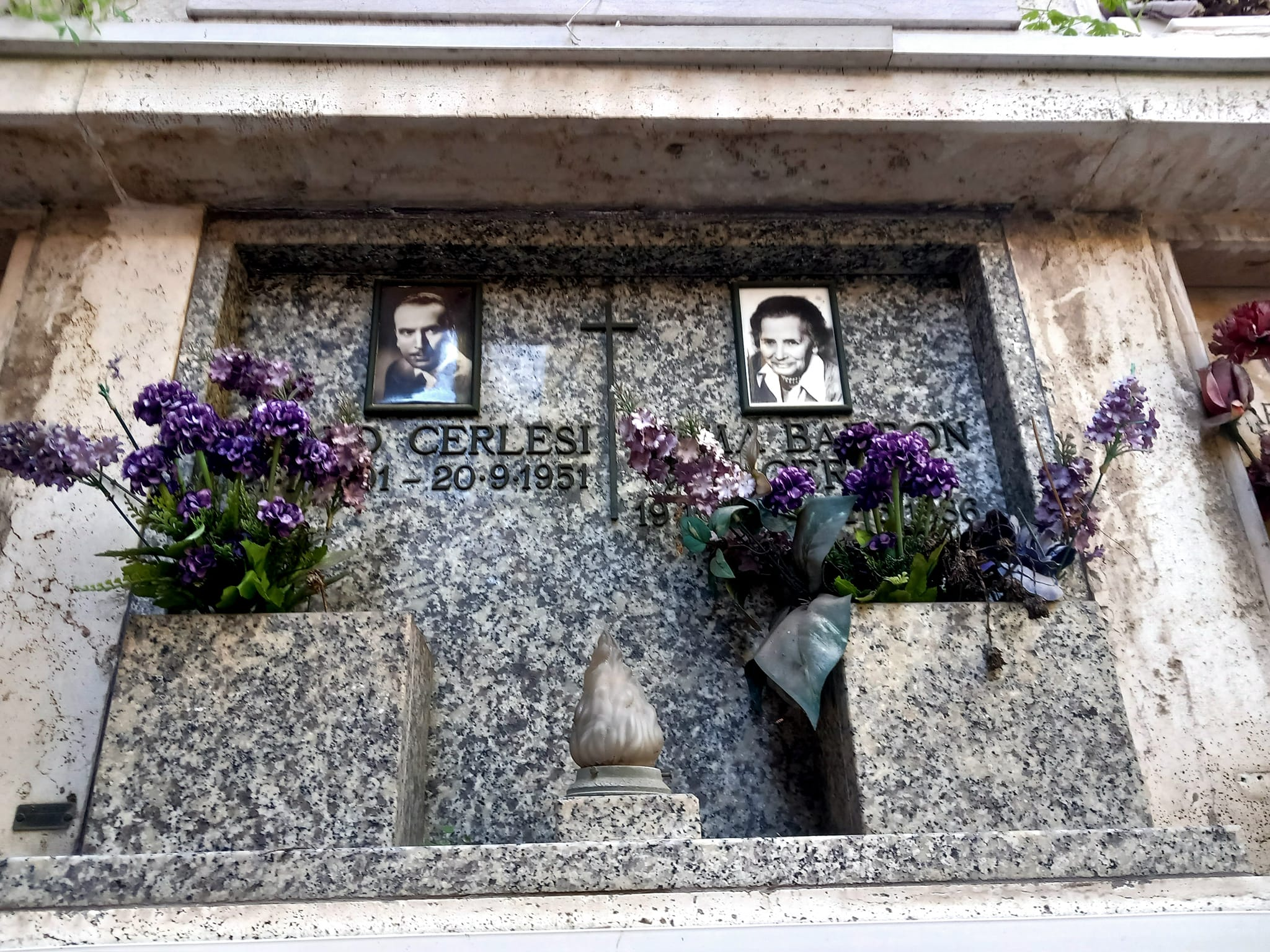
Tomba di Ennio Cerlesi ed Emma Baron al Cimitero del Verano

Dopo essersi laureata in lettere, inizia a frequentare alcune compagnie filodrammatiche per debuttare successivamente nella compagnia di Maria Melato, per passare poi in quella di Marta Abba.
Sposa nel 1936 un suo compagno di lavoro, l'attore e regista Ennio Cerlesi, con il quale allestirà diversi lavori teatrali, con tournée sia in Italia che all'estero, in particolare in America del Nord.
Il debutto nel cinema le sarà offerto dalla produzione del film Freccia d'oro diretto da Piero Ballerini e Corrado D'Errico nel 1935, sarà l'inizio di una lunga serie di pellicole da lei interpretate, circa 80, sino all'inizio degli anni 70.
Muore a Roma nel 1986. Riposa, accanto al marito, presso il Cimitero del Verano.

## Filmografia
- Freccia d'oro, regia di Piero Ballerini e Corrado D'Errico (1935)
- L'anonima Roylott, regia di Raffaello Matarazzo (1936)
- Un bacio a fior d'acqua, regia di Giuseppe Guarino (1936)
- Il suo destino, regia di Enrico Guazzoni (1938)
- I promessi sposi, regia di Mario Camerini (1941)
- Una storia d'amore, regia di Mario Camerini (1942)
- Giorno di nozze, regia di Raffaello Matarazzo (1942)
- Gioventù perduta, regia di Pietro Germi (1948)
- Atto di accusa, regia di Giacomo Gentilomo (1950)
- L'edera, regia di Augusto Genina (1950)
- La città si difende, regia di Pietro Germi (1951)
- Quo vadis, regia di Mervyn LeRoy (1951)
- L'ultima sentenza, regia di Mario Bonnard (1951)
- Core 'ngrato, regia di Guido Brignone (1951)
- I miracoli non si ripetono (Les miracles n'ont lieu qu'une fois), regia di Yves Allégret (1951)
- Cento piccole mamme, regia di Giulio Morelli (1952)
- Menzogna, regia di Ubaldo Maria Del Colle (1952)
- Camicie rosse (Anita Garibaldi), regia di Goffredo Alessandrini (1952)
- Don Lorenzo, regia di Carlo Ludovico Bragaglia (1952)
- Legione straniera, regia di Basilio Franchina (1952)
- Perdonami!, regia di Mario Costa (1953)
- Cavallina storna, regia di Giulio Morelli (1953)
- William Tell, regia di Jack Cardiff (1953)
- Disonorata (senza colpa), regia di Giorgio Walter Chili (1954)
- Avanzi di galera, regia di Vittorio Cottafavi (1954)
- Ripudiata, regia di Giorgio Walter Chili (1954)
- L'ombra, regia di Giorgio Bianchi (1954)
- Canzone d'amore, regia di Giorgio Simonelli (1954)
- Le signorine dello 04, regia di Gianni Franciolini (1955)
- Bella non piangere, regia di David Carbonari (1955)
- La canzone del cuore, regia di Carlo Campogalliani (1955)
- I quattro del getto tonante, regia di Fernando Cerchio (1955)
- Disperato addio, regia di Lionello De Felice (1955)
- Giuramento d'amore, regia di Roberto Bianchi Montero (1955)
- Io piaccio, regia di Giorgio Bianchi (1955)
- Operazione notte, regia di Giuseppe Bennati (1955)
- Un palco all'opera, regia di Siro Marcellini (1955)
- Giovanni dalle Bande Nere, regia di Sergio Grieco (1956)
- Una voce, una chitarra, un po' di luna, regia di Giacomo Gentilomo (1956)
- Suor Letizia - Il più grande amore, regia di Mario Camerini (1956)
- Te sto aspettanno, regia di Armando Fizzarotti (1957)
- Padri e figli, regia di Mario Monicelli (1957)
- Saranno uomini, regia di Silvio Siano (1957)
- La canzone del destino, regia di Marino Girolami (1957)
- Malafemmena, regia di Armando Fizzarotti (1957)
- Il cielo brucia, regia di Giuseppe Masini (1957)
- Anna di Brooklyn, regia di Carlo Lastricati (1958)
- Un amore senza fine, regia di Mario Terribile (1958)
- Afrodite, dea dell'amore, regia di Mario Bonnard (1958)
- Il bacio del sole (Don Vesuvio), regia di Siro Marcellini (1958)
- Amore e guai..., regia di Angelo Dorigo (1958)
- Primo amore, regia di Mario Camerini (1959)
- David e Golia, regia di Ferdinando Baldi (1960)
- La ciociara, regia di Vittorio De Sica (1960)
- Teseo contro il minotauro, regia di Silvio Amadio (1960)
- La garçonnière, regia di Giuseppe De Santis (1960)
- La viaccia, regia di Mauro Bolognini (1960)
- Barabba, regia di Richard Fleischer (1961)
- Maciste contro il vampiro, regia di Giacomo Gentilomo (1961)
- La vendetta della maschera di ferro, regia di Francesco De Feo (1961)
- Il disordine, regia di Franco Brusati (1962)
- Ponzio Pilato, regia di Gian Paolo Callegari (1962)
- Duello nella Sila, regia di Umberto Lenzi (1962)
- Le due leggi, regia di Edoardo Mulargia (1962)
- Dieci italiani per un tedesco (Via Rasella), regia di Filippo Walter Ratti (1962)
- Mafia alla sbarra, regia di Oreste Palella (1963)
- Gli invincibili sette, regia di Alberto De Martino (1963)
- Il giovedì, regia di Dino Risi (1964)
- L'intrigo, regia di Vittorio Sala (1964)
- Amore mio, regia di Raffaello Matarazzo (1964)
- Il tormento e l'estasi, regia di Carol Reed (1965)
- Arizona Colt, regia di Michele Lupo (1966)
- Vivo per la tua morte, regia di Camillo Bazzoni (1968)
- Due volte Giuda, regia di Nando Cicero (1969)
- Angeli senza paradiso, regia di Ettore Maria Fizzarotti (1970)
- Le calde notti di Don Giovanni, regia di Alfonso Brescia (1971)

## Doppiatrici italiane
- Giovanna Scotto in L'edera, La città si difende, Core 'ngrato, Menzogna, Perdonami!, Te sto aspettanno, Canzone d'amore, Bella, non piangere!, Primo amore, David e Golia, La viaccia, Ponzio Pilato
- Marcella Rovena in Freccia d'oro, Mariti in pericolo
- Lola Braccini in Atto di accusa
- Wanda Tettoni in Maciste contro il vampiro
- Lydia Simoneschi in Angeli senza paradiso